# Jarmila Šťastná
Jarmila Šťastná (* 1. Juli 1932 in Bystrovany als Jarmila Königová; † 24. Mai 2015 in Hořice) war eine tschechoslowakische Eisschnellläuferin.
Šťastná wuchs in Prag auf und begann ihrer Karriere als Eiskunstläuferin, wobei sie bei den Eiskunstlauf-Europameisterschaften 1952 in Wien den 17. Platz errang. Im Eisschnelllauf wurde sie fünfmal tschechoslowakische Meisterin im Mini-Mehrkampf (1955, 1962–1965) und nahm von 1955 bis 1969 an internationalen Wettbewerben teil. Dabei kam sie bei der Mehrkampfweltmeisterschaft 1955 in Kuopio und bei der Mehrkampfweltmeisterschaft 1959 in Jekaterinburg jeweils auf den 15. Platz, bei der Mehrkampfweltmeisterschaft 1956 in Kvarnsveden auf den 13. Platz im Mini-Mehrkampf sowie bei der Mehrkampfweltmeisterschaft 1960 in Östersund auf den 24. Platz im Mini-Mehrkampf. Bei ihrer einzigen Teilnahme an Olympischen Winterspielen im Februar 1964 in Innsbruck belegte sie den 29. Platz über 1500 m und jeweils den 27. Rang über 500 m und 1000 m. Ihr Ehemann František Šťastný war als Motorradrennfahrer aktiv.

## Persönliche Bestzeiten
| Disziplin | Zeit        | Datum            | Ort           |
| --------- | ----------- | ---------------- | ------------- |
| 500 m     | 49,1 s      | 1. März 1969     | Jekaterinburg |
| 1000 m    | 1:42,5 min  | 18. Januar 1964  | Svratka       |
| 1500 m    | 2:42,2 min  | 22. Februar 1964 | Svratka       |
| 3000 m    | 5:43,6 min  | 18. Januar 1964  | Svratka       |
| 5000 m    | 10:25,1 min | 26. Februar 1955 | Svratka       |